# جوناثان مايدانا
جوناثان رامون مايدانا (بالإسبانية: Jonathan Ramón Maidana)‏ هو لاعب كرة قدم أرجنتيني في مركز قلب الدفاع ولد في يوم 29 يوليو 1985 في ضاحية أدروغي في بوينس آيرس في الأرجنتين، يلعب حالياً مع نادي ريفر بليت وسبق له اللعب مع نادي بانفيلد ونادي ميتاليست خاركيف ونادي بوكا جونيورز ولوس أنديس، في سنة 2011 بدأ باللعب مع منتخب الأرجنتين لكرة القدم ويبلغ طوله 189 سم.

## مسيرته الكروية
لعب جوناثان مايدانا خلال مسيرته الاحترافية مع 6 أندية في عشرون موسمًا وسجل خلالها 9 أهداف ضمن 353 مباراة. حيث فاز في ثلاثة مواسم بالكأس وفي ثلاثة مواسم بالدوري.
خاض جوناثان مايدانا مسيرته مع نادي لوس أنديس في موسم 2003–04 ولمدة موسمين، مشاركًا في 36 مباراة سجل خلالها 3 أهداف. ثم انتقل إلى نادي بوكا جونيورز في موسم 2005–06 واستمر معه طيلة ثلاثة مواسم، حيث شارك في 44 مباراة ولم يسجل أي هدف. لينتقل بعدها إلى نادي ميتاليست خاركيف في موسم 2008–09 ولمدة موسمين، مشاركًا في 34 مباراة ولم يسجل أي هدف أيضًا. ثم انتقل إلى نادي بانفيلد في موسم 2009–10 لمدة موسم واحد، مشاركًا في 13 مباراة ولم يسجل أي هدف أيضًا. هذا وانتقل لاحقًا إلى نادي ريفر بليت في موسم 2010–11 ليلعب معه عشرة مواسم، مشاركًا في 195 مباراة سجل خلالها 4 أهداف. ثم انتقل بعدها إلى نادي تولوكا في موسم 2018–19 ولمدة موسمين، مشاركًا في 31 مباراة سجل خلالها هدفين.

## روابط خارجية
- جوناثان مايدانا على موقع الاتحاد الدولي (مؤرشف)  (الإنجليزية)
- جوناثان مايدانا على موقع اتحاد أوكرانيا (الإنجليزية)
- جوناثان مايدانا على موقع قاعدة بيانات كرة القدم.إي يو (الإنجليزية)
- جوناثان مايدانا على موقع ناشيونال فوتبول تيمز (الإنجليزية)
- جوناثان مايدانا على موقع Soccerway.com (الإنجليزية)
- جوناثان مايدانا على موقع عالم كرة القدم.نت (الإنجليزية)
- جوناثان مايدانا على موقع AS.com (الإسبانية)